# Síbia canyella
La síbia canyella (Heterophasia capistrata) és un ocell de la família dels leiotríquids (Leiothrichidae).

## Hàbitat i distribució
Habita boscos, a l'Himàlaia del nord del Pakistan, nord de l'Índia des de Caixmir cap a l'est fins Arunachal Pradesh i sud del Tibet.